# Raionul Polonne, Hmelnîțkîi
Polonne (în ucraineană Полонський район, transliterat: Polonskîi raion) este un raion în regiunea Hmelnîțkîi, Ucraina. Reședința sa este orașul Polonne.

## Demografie
Componența lingvistică a raionului Polonne
     Ucraineană (98,38%)
     Rusă (1,38%)
     Alte limbi (0,17%)
Conform recensământului din 2001, majoritatea populației raionului Polonne era vorbitoare de ucraineană (98,38%), existând în minoritate și vorbitori de rusă (1,38%).